# José Pastor
José Pastor Gómez (Málaga, 7 de febrero de 1996) es un actor, músico y bailarín español, conocido por interpretar a Emilio Pasamar Fonseca en la telenovela Acacias 38 y a Miguel Bosé en la serie Bosé.

## Biografía
José Pastor nació el 7 de febrero de 1996 en Málaga, en la comunidad de Andalucía (España). Además de la actuación, también se dedica al teatro y la música.

## Carrera
José Pastor en 2016 siguió un curso de interpretación impartido por John Strasberg, mientras que en 2017 siguió un curso de dramaturgia y desintegración impartido por Ramón Gázquez. En 2017 y 2018 finalizó el cuarto curso de interpretación musical en la ESAD de Málaga. En 2018 siguió un curso de danza contemporánea impartido por Daniel Abreu en la escuela TAI, siguió un seminario de interpretación con Fernando Piernas y un curso de teatro musical impartido por José Masegosa, Cesar Belda y Chemari Bello.
En 2019 y 2020 realizó un curso regular mensual en el Actor's Center. En 2020 estudió en el laboratorio rural con Iván Bilbao, Gabriel Olivares, Carlota Ferrer, Pablo Messiez y Andrés Lima. En el mismo año estudió actuación en inglés con Joe Majón y siguió un curso para profesionales, ambos realizados en el Actor's Center.
A lo largo de su carrera ha lanzado varios sencillos como en 2015 17 Años e Invernal, en 2020 Distopía y Caoba y en 2021 Al Óleo y Hasta Que Te Conocí.
En 2018 se unió al elenco de la serie Hospital Valle Norte, interpretando el papel de Guille. En 2018 y 2019 interpretó el papel de Rafita Peralta en la serie La otra mirada. En 2019 interpretó el papel de Gustavo Zayas de joven en la serie La templanza y el de Hugo en la película Al óleo dirigida por Pablo Lavado. En el mismo año participa en el programa de televisión Telepasión española, emitido en La 1 .
De 2019 a 2021 fue elegido por TVE para interpretar el papel de Emilio Pasamar Fonseca en la telenovela emitida en La 1 Acacias 38 y donde actuó junto a actores como Aroa Rodríguez, Susana Soleto, Aria Bedmar, María Gracia y Manuel Bandera. En 2021 interpretó el papel de Pedro en la película Cerdita dirigida por Carlota Pereda. Al año siguiente en 2022 interpretó el papel de Miguel Bosé en la serie Bosé. En el mismo año interpretó el papel de Francisco en el cortometraje La Latina dirigido por Jaime Gómez.

## Filmografía

### Cine
| Año  | Título    | Personaje | Director           |
| ---- | --------- | --------- | ------------------ |
| 2019 | Al óleo   | Hugo      | Pablo Lavado       |
| 2022 | Cerdita   | Pedro     | Carlota Pereda     |
| 2025 | La tregua | Artigas   | Miguel Ángel Vivas |

### Televisión
| Año         | Título               | Personaje                              | Canal                   | Notas         |
| ----------- | -------------------- | -------------------------------------- | ----------------------- | ------------- |
| 2018 – 2019 | La otra mirada       | Rafael "Rafita" Peralta García de Blas | La 1                    | 12 episodios  |
| 2019        | Hospital Valle Norte | Guille                                 | La 1                    | 1 episodio    |
| 2019 – 2021 | Acacias 38           | Emilio Pasamar Fonseca                 | La 1                    | 272 episodios |
| 2021        | La templanza         | Gustavo Zayas                          | Prime Video             | 1 episodio    |
| 2022        | Bosé                 | Miguel Bosé                            | SkyShowtime / Telecinco | 5 episodios   |
| 2023        | De Madrid al suelo   | Íñigo                                  | YouTube                 | 1 episodio    |
| 2023 – 2025 | Valeria              | Rai                                    | Netflix                 | 14 episodios  |
| 2024        | El marqués           | Onofre Romera Pascual                  | Telecinco               | 6 episodios   |
| 2024        | Ni una más           | David                                  | Netflix                 | 8 episodios   |
| 2025        | Entre tierras        | Bosco                                  | Atresplayer / Antena 3  |               |

### Cortometrajes
| Año  | Título       | Personaje | Director        |
| ---- | ------------ | --------- | --------------- |
| 2022 | La Latina    | Francisco | Jaime Gómez     |
| 2023 | BLANCO/ Roto | Hermano   | Sandro Guerrero |

## Teatro
| Año       | Título                            | Autor                            | Director       | Teatro                |
| --------- | --------------------------------- | -------------------------------- | -------------- | --------------------- |
| 2014      | La pequeña tienda de los horrores |                                  |                | Teatro A tempo        |
| 2015-2018 | Vaya Santa Claus                  | Teatro Nooma                     |                |                       |
| 2015-2018 | Aventura en Nunca Jamás           | Teatro Animagic                  |                |                       |
| 2015-2018 | La Reina de las nieves            | Teatro Nooma                     |                |                       |
| 2016      | Pesadilla, el musical             | ESAD de Málaga                   |                |                       |
| 2016      | Glander 2.0                       | Teatro La duermevela             |                |                       |
| 2016-2018 | Chicago                           | Teatro Nuevo Musical             |                |                       |
| 2017      | Roberto Zucco                     | ESAD de Málaga                   |                |                       |
| 2017      | El muro                           | Teatro Nuevo Musical             |                |                       |
| 2017      | Jesus Christ Superstar            | Teatro Nuevo Musical             |                |                       |
| 2017      | La bella y la bestia musical      | Teatro Nooma                     |                |                       |
| 2018      | Chicago                           |                                  |                |                       |
| 2020      | Canciones de Olmedo               | Jose Carlos Cuevas               |                |                       |
| 2021      | Amores en zarza                   | Nando López                      | Rita Cosentino | Teatro de la Zarzuela |
| 2021      | El Rey que rabió                  | Miguel Ramos Carrión y Vital Aza |                | Teatro de la Zarzuela |

## Programas de televisión
| Año  | Título              | Cadena de televisión |
| ---- | ------------------- | -------------------- |
| 2018 | Got Talent España 3 | Telecinco            |
| 2019 | Telepasión española | La 1                 |

## Discografía

### Individual
| Año  | Título              | Autor       |
| ---- | ------------------- | ----------- |
| 2015 | 17 Años             | José Pastor |
| 2015 | Invernal            | José Pastor |
| 2020 | Distopía            | José Pastor |
| 2020 | Caoba               | José Pastor |
| 2021 | Al Óleo             | José Pastor |
| 2021 | Hasta Que Te Conocí | José Pastor |